# Coniochaeta ovata
Coniochaeta ovata är en svampart som beskrevs av Matsush. 1971. Coniochaeta ovata ingår i släktet Coniochaeta och familjen Coniochaetaceae.   Inga underarter finns listade i Catalogue of Life.